# 宮崎龍介
宮崎 龍介（みやざき りゅうすけ、1892年（明治25年）11月2日 - 1971年（昭和46年）1月23日）は、大正・昭和期の編集者・弁護士・社会運動家。孫文の盟友の宮崎滔天の長男。母は前田案山子の三女・槌子。有夫であった歌人・柳原白蓮と駆け落ちした白蓮事件で知られる。竜介とも。

## 経歴

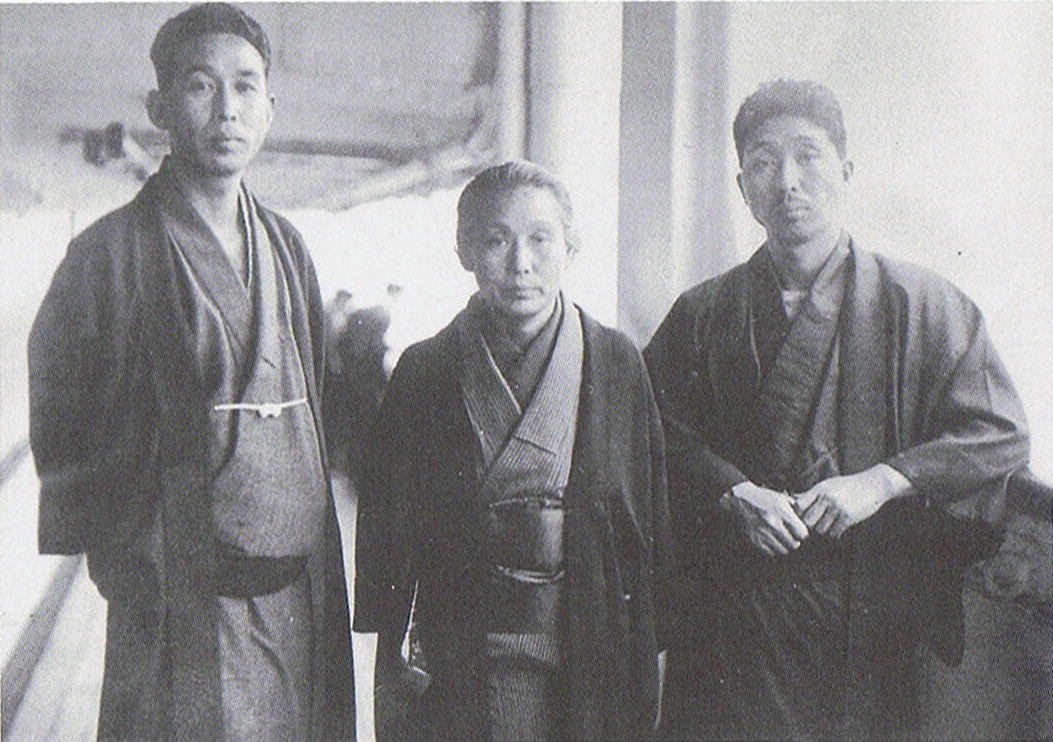
母と弟（左端）と。

### 生い立ち
熊本県玉名郡荒尾村（現在の荒尾市）で宮崎滔天・槌子夫妻の長男として生まれた。父の滔天は革命運動に打ち込んで家庭を顧みないため、お嬢様育ちであった母・槌子が慣れない石灰販売などで必死で働いて子供達を育てた。槌子は、自由民権運動の闘士であった前田案山子の子として育ったことから、夫の滔天の思想や活動にも理解があり協力的だった。夏目漱石『草枕』のモデルとなった前田卓の妹でもある。龍介は弟と共に母の実家・前田家の伯父宅に預けられて八久保小学校と伊倉高等小学校に通うが、そこも裕福ではなく、追い立てられるように出る事になる。母の実家の前田家は地元随一の素封家だったが、案山子の政治活動や親兄弟の諍いにより衰退し、1901年（明治34年）には本家が焼失、1904年（明治37年）には案山子が亡くなり一家離散した。
その後南関の分教場に寄宿し、1人になる時間には図書館の本を片っ端から全部読み、その経験が学問の基礎を作った。滔天の活動費のため先祖伝来の田畑も売り払い、一家はさらに困窮して郷里に居られなくなり、槌子は荒尾の家をたたんで1905年（明治38年）正月に子供達と共に上京し、東京府・番衆町の滔天宅で暮らすようになる。同年4月に旧制郁文館中学に入学。家族は一緒になったものの、相変わらず生活は苦しく、住まいを転々とするなどした。龍介は新聞配達をしたいと申し出るが、槌子は学校でしっかり勉強するように言い、子供を働かせる事はしなかった。宮崎家に出入りする滔天の盟友・孫文や黄興とは子供の頃から親しみ、時にはスパイに狙われる孫文を槌子が家から逃れさせ、高校生の龍介が付き添った事もあった。

### 大正時代
1911年（明治44年）9月、第一高等学校に入学。ボート部でハードな練習を続けるうちに結核を発症して喀血し、一高を休学して転地療養をしていた。その後小康を保って1916年（大正5年）に東京帝国大学に合格、法科大学仏法科に入学する。当初は北海道大学農学部希望であったが、東京に残って欲しいという母の願いにより断念した。

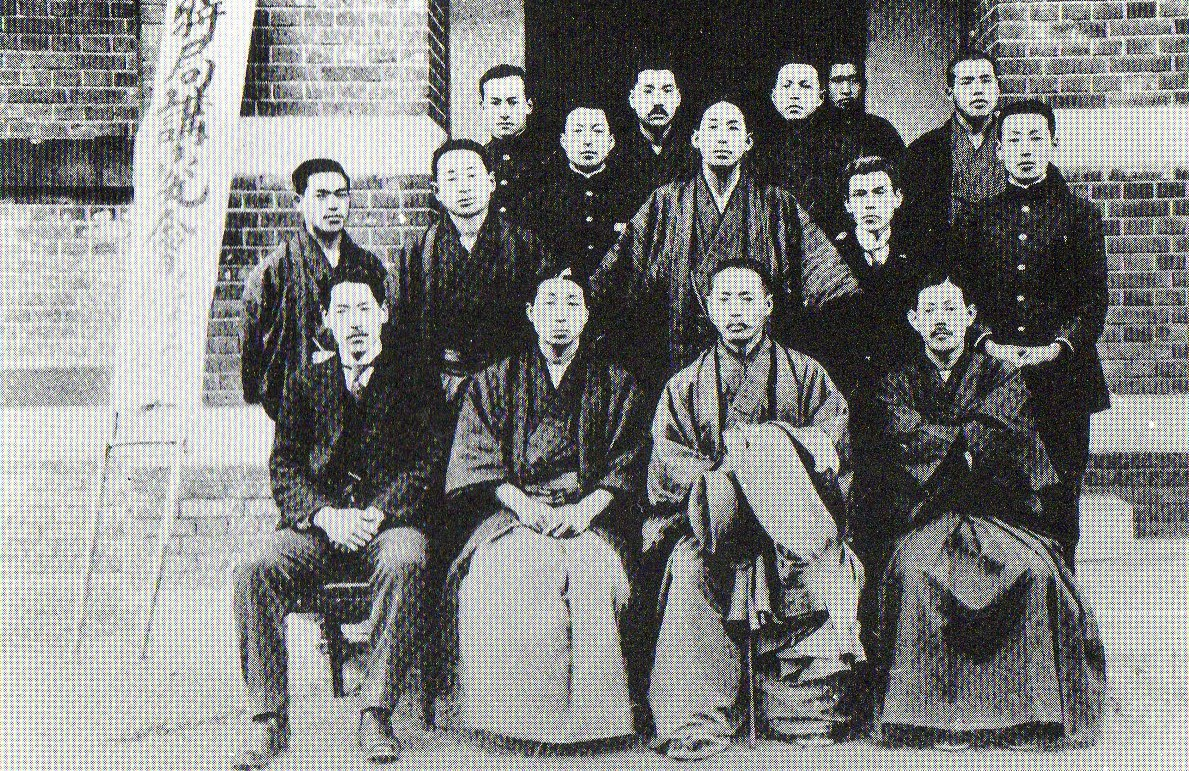
新人会・浪人会の合同演説会にて
_{前列左から2人目が龍介・その右へ尾崎行雄・吉野作造}

東大2年の時に法学部学生で組織する「緑会」弁論部に属する。この年、父の滔天を頼って日本で亡命生活を送っていた黄興が死去し、その旧宅（東京府北豊島郡高田村）の管理を父の代理で引き受けることとなる。1918年（大正7年）に京都帝国大学との弁論大会の準備委員として知り合った赤松克麿・石渡春雄とともに新人会を結成した。龍介は黄興旧宅を新人会の合宿所として提供し、また機関誌『デモクラシー』の編集に参加して大正デモクラシーを鼓吹した。黄興旧宅には顧問の吉野作造のみならず、賀川豊彦・大杉栄・森戸辰男ら多くの知識人が出入りした。
1920年（大正9年）1月、帝国大学学生のまま吉野が主宰する黎明会の機関誌であった『解放』（大鐙閣）の主筆となった龍介は、たまたま九州出身であった事から、同誌の執筆者である柳原白蓮（伊藤燁子）との打ち合わせのため、別府の伊藤家別荘を訪れる。その後打ち合わせの中で燁子と恋仲となると、新人会では伯爵令嬢でブルジョワ夫人である燁子との関係を裏切り行為と見なし、1921年（大正10年）1月、龍介は『解放』編集者から解任され、4月には新人会を除名された。皮肉にも黄興旧宅の提供など、宮崎家の支援を受けていた新人会は龍介の除名によってそれを失って衰退への道を歩むことになる。
その後、白蓮事件を経て燁子と夫婦となる。この最中の1920年（大正9年）夏に大学を卒業した龍介は弁護士となり、中央法律相談所に属して片山哲や星島二郎の薫陶を受けていたが、ふたたび喀血して自宅療養の身となった。燁子は献身的な介護を行い、龍介が動けなかった3年間は燁子の文筆業で家計を支えた。以後終生燁子は、夫の良き理解者となり一男一女をもうけている。一高以来3度の喀血と療養・復帰を繰り返したが、18年に及んだ結核は1931年（昭和6年）頃にようやく完治している。

### 昭和初期から中期
復帰後、龍介は1926年（大正15年）に吉野・安部磯雄とともに独立労働協会を結成、続いて社会民衆党中央委員となる。1927年（昭和2年）に松岡駒吉とともに中国を訪れて蔣介石と会談し、社会民衆党と中国国民党との連携を図った。1928年（昭和3年）の第16回衆議院議員総選挙に社会民衆党から東京府第4区で出馬し、燁子も選挙事務所で和歌の短冊を売って資金集めに協力するなどしたが、結核の再発によって倒れ落選、翌年の同党分裂では除名されて支持派とともに全国民衆党を結成する。その後、無産政党の大合同によって全国大衆党→全国労農大衆党→社会大衆党となり、中央委員や青年・選挙部長などを歴任した。
だが、1933年（昭和8年）には同党と距離を置いて、同じアジア主義者の中野正剛率いる東方会に転じる（1939年に正式入会）。1937年（昭和12年）7月24日午前11時日本郵船、近衛文麿首相の密使として、蔣介石との和平協議のために中国を訪問しようとするが、これに反対する陸軍は憲兵隊を用いて神戸港での乗船間際に、乗船名簿には高田市三とあるのに対し、大型トランクにはR・Mとのイニシャルがあったことから宮﨑龍介を検挙した。この経緯については諸説があり詳細は不明のままで、後に東方会東京府連会長を務め南進論によるアジア解放を進める南鵬会を結成して会長となる。これが、後に大東亜戦争（太平洋戦争）に賛同したとする根拠とされた。戦争で燁子との間に生まれた長男の香織が早稲田大学政経学部在学中に学徒出陣し、終戦の4日前に所属していた陸軍・串木野市の基地に爆撃を受けて戦死している。龍介は本籍地の荒尾に香織の遺骨を受け取りに行った。

### 戦後・晩年
龍介は戦後、日本社会党の結成に参加して中央委員となるが間もなく離党、戦時中の行動を理由として公職追放となった。1954年（昭和29年）には憲法擁護国民連合の結成に参加して常任委員となり、1967年（昭和42年）には代表委員に選ばれ、また1956年（昭和31年）には孫文の活動を顕彰する日本中山会を結成するなど、一貫して護憲運動や日中友好協会の常任理事となって中国との関係改善に努めた。
『宮崎滔天全集』の刊行準備中であった1971年（昭和46年）1月23日、龍介は心筋梗塞により78歳で没した。墓は神奈川県相模原市緑区の顕鏡寺にある。法号は石老院大観竜光居士。宮崎家は長女の蕗苳が継ぎ、滔天全集も娘夫婦によって完成された。

## 蔣介石への密使
1937年（昭和12年）7月7日に起きた盧溝橋事件で日中関係が緊迫していた7月19日、龍介は父滔天と同じく孫文の盟友であった秋山定輔から電話で呼び出される。鞠町の秋山の自宅で向かい合うと、「すぐに南京に行って蔣介石を連れて来い」と命令される。何のためにか問うと、秋山は「判りきっているじゃないか、日本外道の懺悔だ。これを蔣君に聞いてもらうんだ。蔣君は聞く耳を持っているはずだ」と述べた。秋山は近衛文麿首相から、中国との和平工作の特使として滔天の長男である龍介を派遣するよう依頼されていた。龍介は抗日軍総司令の蔣介石を敵国に連れてくるなど、とても無理だと断ると、「汪兆銘ではどうだ」と迫られ、早速に向かうよう急き立てられる。目的を果たせるかどうかの判断もつかないまま、龍介は中華民国大使館に蔣介石への問い合わせを依頼する。
南京の蔣介石からいつでも面会に応じる事と、上海まで迎えを出すという返電があり、神戸港から上海への汽船「長崎丸」を手配した。23日午後8時、東京駅を避けて新橋駅から二等寝台で出発し、切符の名前は「高田隆助」という変名にした。途中で秋山から電報が入り、京都で下車して電話で連絡をとると「今朝閣議前に、陸軍大臣・杉山元が近衛公のところへ行く事になっている。何か問題が起こるかも知れんから、そのつもりで気をつけておけよ」という忠告であった。龍介は持っていた印鑑を航空便で東京へ送り、メモや手帳を引き裂いて処分し、出航15分前に長崎丸に乗船した。
船室に入ったのち、サロンに出るとそこで「失礼ですが、あなたは宮崎さんですね」と憲兵隊に肩をたたかれ、下船するよう告げられる。上海と打ち合わせている事を言い返すも荷物はすでに下ろされていた。龍介の上海行きは海軍によって電報が傍受されており、これを知った陸軍強硬派が憲兵を動かして龍介を拘束したのである。
龍介は憲兵分隊で待たされた後、「県庁に知り合いはいないか」と尋ねられる。神戸で憲兵に捕まった事を知った近衛文麿が、憲兵から司法省に引き取らせようと考え、塩野法相→馬場内相→兵庫県知事の流れで身柄の引き取りを命じていたという。そうとは知らない龍介は憲兵隊に居座り、31日の午後になって本部から来た私服の曹長に簡単な供述調書を取られる。内容は「近衛公の依頼を受けて南京へ行こうとしたのは誤りであった」という曹長の作文で、龍介は署名だけして拇印は押さなかった。翌日東京へ送還され、憲兵本部で始末書を提示される。内容は前日の供述書と同じく「近衛公の私的依頼を公的な依頼だと思ったのは誤解であった」という要領を得ないものであり、これに署名捺印すればすぐ釈放する事になっていると告げられる。
そうして本部から釈放されると、妻の燁子とその友人が迎えに来ていた。龍介宅は憲兵に捕まってすぐ家宅捜索を受けていた。秋山は三日間憲兵隊本部に監禁され、厳重な家宅捜索を受けた。
こうして龍介が一役担うはずだった日中全面戦争回避の和平工作は幻に終わった。

## 白蓮事件と龍介

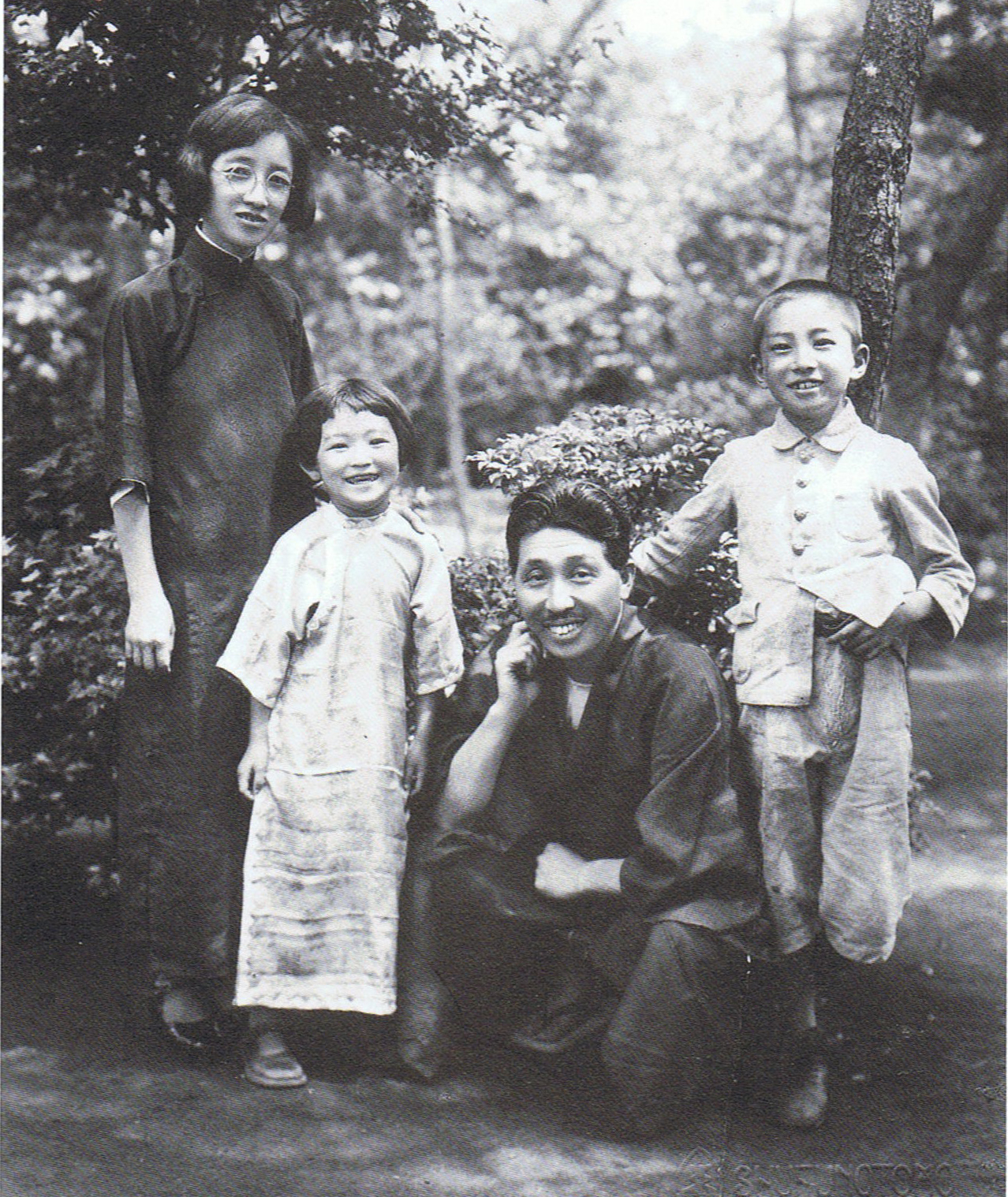
1930年（昭和5年）、燁子、蕗苳、龍介、香織

白蓮事件から46年後の1967年（昭和42年）、添い遂げた燁子を見送った龍介は『文藝春秋』に回顧録「柳原白蓮との半世紀」を寄せた。その中で事件当時の決意の背景には、しいたげられて苦しむ者を救うという政治運動・社会主義革命といった時代の雰囲気の影響があったと述べている。そして燁子について以下のように締めくくった。
「私のところへ来てどれだけ私が幸福にしてやれたか、それほど自信があるわけではありませんが、少なくとも私は、伊藤や柳原の人人よりは燁子の個性を理解し、援助してやることが出来たと思っています。波瀾にとんだ風雪の前半生をくぐり抜けて、最後は私のところに心安らかな場所を見つけたのだ、と思っています。」—宮崎龍介、「柳原白蓮との半世紀」『文藝春秋』昭和42年6月号創刊45周年記念号